# Kanton Espalion
Espalion is een voormalig kanton van het arrondissement Rodez in het Franse departement Aveyron. Het kanton is op 22 maart 2015 opgeheven bij toepassing van het decreet van 21 februari 2014. De gemeenten werden verdeeld over twee op die dat opgerichte kantons. Castelnau-de-Mandailles, Lassouts en Saint-Côme-d'Olt werden opgenomen in het kanton Lot et Palanges en Bessuéjouls, Le Cayrol en Espalion in het kanton Lot et Truyère, waarvan Espalion de hoofdplaats werd.

## Gemeenten
Het kanton Espalion omvatte de volgende gemeenten:
- Bessuéjouls
- Castelnau-de-Mandailles
- Le Cayrol
- Espalion (hoofdplaats)
- Lassouts
- Saint-Côme-d'Olt